# Жоглово
Жо́глово — деревня в Ростовском районе Ярославской области России. Входит в состав сельского поселения Ишня. Расположена в 10 км от федеральной автотрассы М8 «Холмогоры» (в частности вдоль европейского маршрута E 115) в 192 км от Москвы, 65 км от Ярославля, 10 км от Ростова и в 13 км от ближайшей железнодорожной станции Ростов-Ярославский.
Население деревни на 1 января 2010 г. составляет 94 чел.

## История
В 1898—1901 гг. по разным оценкам в деревне располагалось от 33 до 35 дворов.

## Население
| 2007 | 2010 |
| ---- | ---- |
| 136  | ↘94  |